# Vena jugular
Les venes jugulars són les venes que porten sang desoxigenada des del cap de tornada al cor a través de la vena cava superior. Hi ha dos parells (dreta i esquerra) de venes jugulars: l'externa i la interna.
- La vena jugular interna està formada per l'anastomosi de la sang des del si sigmoide de la duramàter i la vena facial comú. La jugular interna baixa al costat de l'artèria caròtide comuna i el nervi vague a l'interior de la beina carotídia. Proporciona un drenatge venós dels continguts del crani.
- La vena jugular externa drena la sang que prové en la seva major part del cuir cabellut i de la cara. S'origina per la unió de la vena retromandibular i l'aurícula posterior.

Les venes jugulars externes esquerra i dreta drenen a les venes subclàvies. Les venes jugulars internes s'uneixen a les venes subclàvies més medialment per formar les venes braquiocefàliques. Finalment, les venes braquiocefàliques esquerra i dreta s'uneixen per formar la vena cava superior, que porta sang a l'aurícula dreta del cor.